# شالوم أساياغ
شالوم أساياغ (بالعبرية: שלום אסייג)، من مواليد 2 يوليو 1969، ممثل سينمائي إسرائيلي، ومقدم برامج تلفزيونية.
اشتهر بتمثيله في برامجه باللغة العبرية مثل "شنوت هشمونيم"، و"شنوت هتشيم"، وغيرها.